# Зейд, Фахрониса
Фахрониса Зейд (араб. الأميرة فخر النساء زيد‎) или Фахр эль-Нисса (1901 — 5 сентября 1991) — турецкая художница, в работах которой абстракционизм и другие западные влияния сочетались с элементами исламского и византийского искусства. Она использовала такие различные техники, как масляная живопись, акварель и гуашь, изготавливала литографии, гравюры, коллажи и витражи.
Она вышла замуж за представителя хашимитской королевской династии Ирака и стала матерью принца Раада, текущего претендента на иракский престол.

## Биография
Фахрониса родилась на острове Бююкада, самом большом из Принцевых островов, входящих в состав Стамбула, в именитой османской семье. Её отец, Мехмет Шакир-паша, был дипломатом, бригадиром, фотографом и историком, и приходился братом видному военачальнику Джеваду-паше. Её мать, Саре Исмет-ханым, была уроженкой Крита, и в её роду было много выдающихся каллиграфов. Брат Фахронисы, Джеват Шакир Кабаагачлы, стал известным в Турции писателем под псевдонимом «Рыбак из Галикарнаса», а сестра, Алие Бергер — художницей и гравёром. Фахрониса приходилась тётей художнице-керамистке Фюрейе Кораль и художнику Джему Кабаачу.
Мать Фахронисы придавала большое значение образованию детей. Они изучали английский, французский, арабский и персидский языки, брали уроки рисования и игры на фортепиано, а также читали Коран. Фахрониса впервые начала рисовать в четырёхлетнем возрасте, а уже в 12 лет рисовала портреты матери и других членов семьи маслом на шелковых тканях.
Фахрониса Зейд была одной из первых женщин, закончивших стамбульскую Академию изящных искусств, где она училась у известного турецкого художника Намыка Исмаила. В середине 1920-х годов Фахрониса посетила Италию, Испанию и Францию, где обучалась в Академии Рансона в классе Роже Бисьера. В 1930-х годах она много путешествовала по Европе, подолгу проживая в крупных европейских столицах — Берлине, Лондоне, Париже.
В 1920 году Фахрониса вышла замуж за писателя Иззета Мелиха Деврима, известного сотрудничеством с авангардным литературным журналом «Сокровище знания» (тур. Servet-i Fünun). В этом браке у неё появилось два ребёнка — Нежат Деврим, ставший художником, и Ширин Деврим, ставшая театральной актрисой. В 1934 году Фахрониса вышла замуж за принца Зейда ибн Хусейна, иракского посла в Анкаре и брата короля Фейсала I. В 1936 году у них родился сын, принц Раад.
В 1942 году Фахрониса Зейд присоединилась к «Группе Д» — объединению художников, стремившихся сочетать элементы национального турецкого искусства с современными западными влияниями, и стала участвовать в их выставках. Первая персональная выставка Фахронисы состоялась в 1944 году в стамбульском районе Мачка (сейчас входит в состав района Бешикташ), за ней последовали выставки в Лондоне и Париже. Творчество Фахронисы Зейд приобрело широкую международную известность после выставки, прошедшей в 1950 году в нью-йоркской галерее «Хьюго». Всего состоялось почти 50 выставок Зейд в США, Европе и на Ближнем Востоке.
В 1970 году умер муж Фахронисы, а в 1975 она переехала в Амман, где жил её сын Раад. Там она преподавала в Королевском художественном институте и основала Академию изящных искусств имени Фахронисы Зейд. Художница умерла 5 сентября 1991 года и была похоронена в Королевском мавзолее, находящемся во дворце Рагдан в Аммане.

## Творчество
В раннем творчестве Зейд, особенно в портретах и сценах интерьера, заметно влияние французского искусства. Во время учёбы во Франции художница изучала и пробовала импрессионистские техники. С 1940-х годов её работы становятся всё более абстрактными, в них появляется влияние фовизма, экспрессионизма и Парижской школы. В 1970-х годах, после смерти мужа, Фахрониса отходит от абстракционизма, впервые с детства делая серию портретов членов семьи и близких друзей. На вопросы о причинах возвращения к портретной живописи Зейд отвечала: 

«На мой взгляд, она также является абстрактной. Между ними нет разницы. Я не рисую лицо человека, я пытаюсь отразить его внутренний мир, а внутренний мир абстрактен». Оригинальный текст (англ.)In my opinion, this also is abstract There is no difference. I am not taking picture of a face; I am trying to reflect its inner world. And a person's inner world is abstract.
 Портреты этого периода, по мнению критиков, не имеют никакой основы в рамках западного искусства, а наследуют скорее традиции византийских икон и фаюмских портретов. В середине 1980-х годов, незадолго до смерти, Зейд увлеклась изготовлением витражей.
Критики отмечали великолепие и блеск её картин, богатство и роскошь цветов, особенно проявившиеся в мозаиках 1950-х годов. Турецкий арт-критик Зейнеп Яса Яман выделяет среди тематических компонентов творчества Зейд такие, как природа, география, история, ностальгия и идентичность, а среди стилистических элементов обращает внимание на её страсть к цвету, любовь к деталям, внимание к поверхностям, текстурам и размещению объектов на плоскости.
Большинство критиков связывает творчество Зейд с исламской культурой. Так, Андре Моруа считал, что её искусство происходит из исламской эстетики и османской культуры. С другой стороны, такие критики как Бюлент Эджевит и Джемиль Эрен утверждают, что её картины несут отпечаток римской, византийской и христианской культуры. В свою очередь, Шарль Этьен, Дени Шевалье, Кит Саттон и Талат Саит Халман, полагают, что, поскольку в личности Зейд соединялись элементы исламской и европейской культуры, её искусство невозможно классифицировать однозначно. Сама Зейд неоднократно отмечала в интервью, что никогда не считала своё творчество продуктом исключительно турецкой традиции. По мнению Зейнепа Ясы Ямана, эти слова Фахронисы выражают её желание быть свободной от границ «национального искусства» и открытой для любых влияний.
Существуют и негативные отзывы о творчестве Зейд. Так, журналист и искусствовед Ник Форрест заявлял, что её значение и влияние сильно преувеличено, а работы пользуются популярностью исключительно из-за королевского статуса их создательницы.

## Положение на арт-рынке
В октябре 2013 года картина Зейд «Распад атома и растительная жизнь» была продана на аукционе Christie's в Дубае за 2,741 миллиона долларов США, что установило рекорд цены на произведение ближневосточного художника. Таким образом, Фахрониса стала самой высокооплачиваемой художницей Ближнего Востока. Интересно, что предыдущий рекорд также принадлежал Зейд: в 2010 году её картина была продана за 1 миллион долларов США.
Средняя стоимость картины Зейд оценивается в 100—500 тысяч долларов США.